# José Fernández Vázquez
José Carlos Fernández Vázquez (ur. 17 lipca 1987 w Minas de Riotinto) – hiszpański piłkarz występujący na pozycji pomocnika w Gimnàstic Tarragona.